# Береговая (Тюменская область)
Берегова́я — деревня в Вагайском районе Тюменской области, входит в состав Касьяновского сельского поселения.

## География
Деревня находится на берегу рек Барабинская и Иртыш.

### Часовой пояс
Деревня Береговая, как и вся Тюменская область, находится в часовой зоне МСК+2. Смещение применяемого времени относительно UTC составляет +5:00.

## Население
| 2010 |
| ---- |
| 7    |

## Улицы
В деревне имеется одна улица — Нагорная.